# Akiaki
Akiaki (abans Lanciers i Thrum Cap) és un atol de les Tuamotu, a la Polinèsia Francesa. Administrativament depèn de la comuna associada de Vahitahi, de la comuna de Nukutavake. Està situat al centre i a l'est de l'arxipèlag, a 45 km al nord-oest de Vahitahi i a 130 km de Nukutavake.

## Geografia
Avui la llacuna interior està seca, i l'atol és deshabitat.

## Història
Va ser descobert, el 1768, pel francès Louis Antoine de Bougainville. Sorprès de què una illa tant petita pogués estar habitada, va pensar que serien nàufrags, però en apropar-se els indígenes els amenaçaren amb unes enormes llances, i l'anomenà illa dels Llancers (Lanciers). L'any següent a l'anglès James Cook li va semblar que tenia la forma de la típica gorra de llana dels mariners i l'anomenà Thrum Cap.